# Bataille de Poimanenon
Batailles
- Constantinople (1203)
- Constantinople (1204)
- Oliveraie de Kountouras (1205)
- Poimanenon (1224)
- Constantinople (1235)
- Pélagonia (1259)
- Constantinople (1260)
- Constantinople (1261)
- Prinitza (1263)
- Settepozzi (1263)
- Makryplági
- Néopatras
- Démétrias
- Campagnes de Licario
- Pharsale (1277)
- Berat (1280-81)
- Rhodes (1306-1310)
- îles Échinades (1427)

La bataille de Poimanenon eut lieu au début de l'année 1224 entre les armées de l'empire de Nicée et celles de l'empire latin de Constantinople, deux États créés à la suite de la quatrième croisade. Les deux forces s'affrontèrent à Poimanenon, au sud de Cyzique, en Mysie.

## Situation
Depuis le traité de Nymphaeon en 1214, l'empire latin de Constantinople contrôlait le littoral nord-ouest de l'Asie Mineure, de Nicomédie à Adramyttion, ainsi que la plaine de Mysie. En novembre 1221, le fondateur de l'empire de Nicée, Théodore Ier Lascaris, mourut, et son gendre, Jean III Doukas Vatatzès, lui succéda. La succession fut cependant disputée par les frères de Théodore, Alexis Lascaris et Isaac Lascaris, tous deux appuyés par l'empereur latin, Robert de Courtenay. Les conjurés levèrent une armée et marchèrent contre Vatatzès. Les deux armées se rencontrèrent à Poimanenon, à proximité d'une église dédiée à l'archange Michel. Lors de la bataille qui s'ensuivit, Vatatzès remporta une victoire décisive. Les deux frères Laskaris furent faits prisonniers puis aveuglés. 
L'historien byzantin du XIIIe siècle, Georges Acropolite, rapporte que l'empereur Jean « remporta une victoire triomphale ». Son récit décrit l'armée nicéenne comme étant quasiment vaincue, avant que l'empereur ne renverse la situation avec une poignée d'hommes : « Il saisit une lance et frappa l'ennemi. » Résumant l'importance de cette bataille, Georges Acropolite écrit : « Depuis lors [cette bataille], la situation des Italiens [l'Empire latin] commença à décliner. »

## Conséquences

L'empire latin de Constantinople et l'empire de Nicée en 1230.

La nouvelle de la défaite de Poimanenon sema la panique au sein de l'armée latine qui assiégeait Serrès, une possession du despotat d'Épire. Les Latins se retirèrent en désordre vers Constantinople et furent vaincus par les troupes du souverain épirote, Théodore Ier Ange Doukas Comnène. Cette victoire permit la reconquête par les Byzantins de la plupart des possessions latines en Asie. Menacé à la fois par l'empire de Nicée à l'est et par le despotat d'Épire à l'ouest, l'empereur latin demanda la paix, qui fut conclue en 1225. Selon ses termes, les Latins abandonnèrent toutes leurs possessions asiatiques à l'exception de la rive orientale du Bosphore et de la ville de Nicomédie.